# Прекрасное (село)
Прекрасное (каз. Прекрасное) — село в Айыртауском районе Северо-Казахстанской области Казахстана. Входит в состав Казанского сельского округа. Код КАТО — 593245780.

## История
Село основано в 1909 году немецкими переселенцами с Поволжья.

## Население
В 1999 году население села составляло 240 человек (131 мужчина и 109 женщин). По данным переписи 2009 года в селе проживало 8 человек (3 мужчины и 5 женщин). По данным переписи 2021 года в селе проживало 10 человек (6 мужчин и 4 женщины). 